# Metaxaglaea
Metaxaglaea is een geslacht van vlinders van de familie Uilen (Noctuidae), uit de onderfamilie Cuculliinae.

## Soorten
- M. australis Schweitzer, 1979
- M. inulta Grote, 1874
- M. semitaria Franclemont, 1968
- M. viatica Grote, 1874
- M. violacea Schweitzer, 1979